# Volksmetal
Volksmetal ist eine Band aus Konstanz am Bodensee, gegründet 2010 von dem Musiker und Sänger Marco Gregor. Volksmetal mischen Volksmusik-Melodien mit Heavy Metal.

## Geschichte

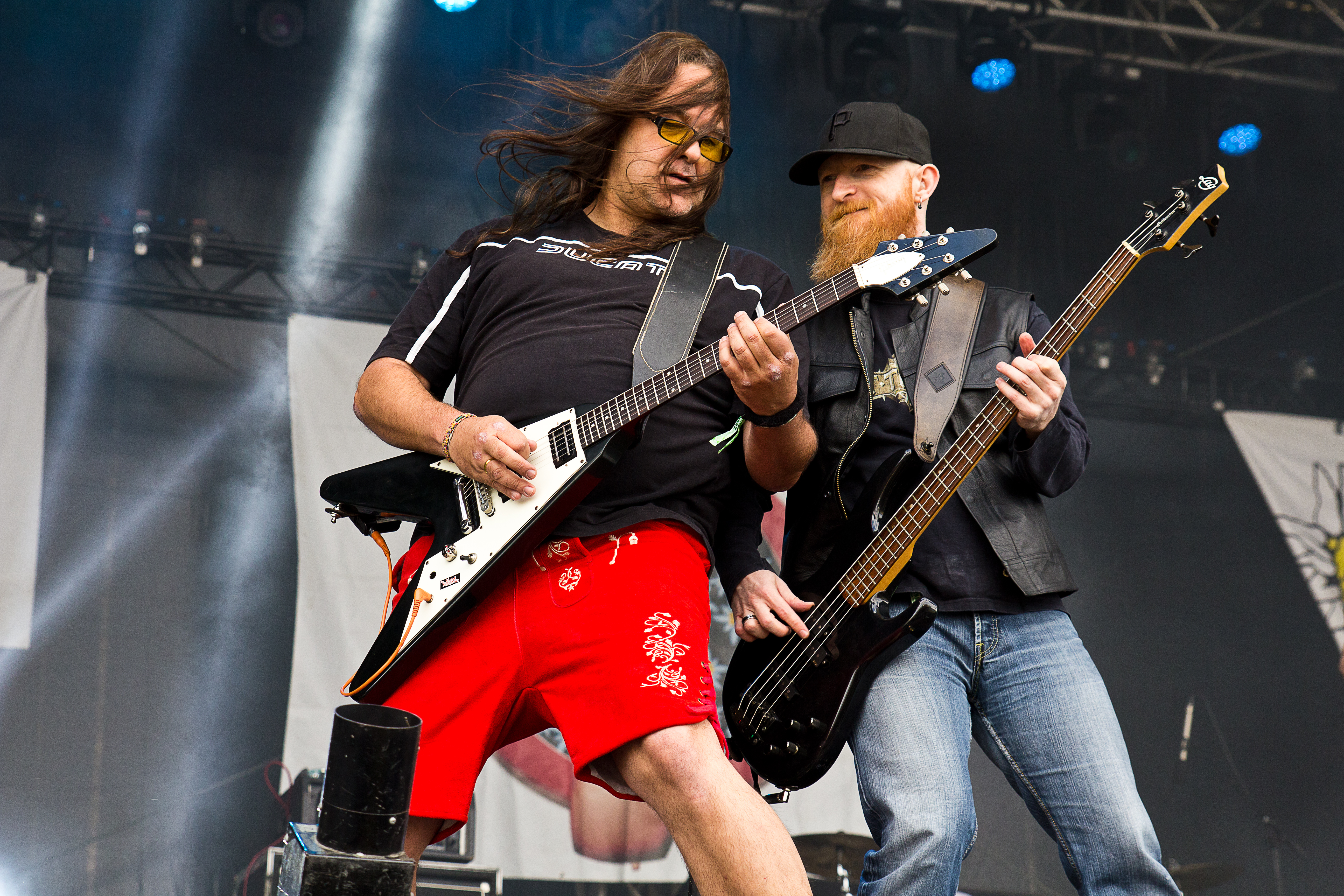
Volksmetal auf dem Rockharz 2015 in Ballenstedt.

Die langjährigen Freunde Marco Gregor und Patrick Bayernhammer (Gitarre) schreiben die ersten Lieder. Der erste Auftritt erfolgte im April 2011 im Rahmen des Konstanzer Kulturladen Bandwettbewerbs Open See. Für diesen Auftritt wurden die Friedrichshafener Musiker Martin Ibele (Bass), Manuel Sutter (Tuba) und Matthias Beiter (Quetsche) sowie der Konstanzer Schlagzeuger Christian Häberlein verpflichtet.
Im Sommer 2011 spielte die Band auf dem Summer Breeze Festival in Dinkelsbühl gleich fünf Auftritte an einem Tag. Die Plattenfirma AFM Records / Premium Records wurde auf die Band aufmerksam und im selben Jahr unterschrieb die Band ihren Plattenvertrag. Von Dezember 2011 bis Februar 2012 fanden die Studioarbeiten mit dem Produzenten Achim Lindermeir (Itchy Poopzkid, Die Happy) in den House of Music Studios in Winterbach statt. Ab diesem Zeitpunkt übernahm Martin Bottlinger die Tuba. Quetsche und Akkordeon wurden von Christian Gratwohl eingespielt. Die Debüt-CD „Volksmetal“ erschien am 3. August 2012 auf dem Label Premium Records und wird vertrieben von Soulfood Music. Vorgestellt wurde das Album erstmals auf dem Wacken Open Air 2012.
Auf dem Queens of Metal Open Air in Steinbach-Langenbach im Juli 2012 begann für die Band die Festivalsaison. Am Akkordeon spielte Matthias Moebius. Der Höhepunkt 2012 ist eine Vier-Tages-Verpflichtung auf dem Wacken Open Air vom 1. bis zum 4. August 2012. Der erste Auftritt in der Schweiz findet im Rahmen des Rocktoberberfest in Sumiswald bei Bern statt. Die Band beendete das Jahr in Konstanz am 21. Dezember 2012 und einen Tag darauf beim Heavy Xmas Festival in Grafenhausen im Vorprogramm der Schweizer Band Samael.
Patrick Bayernhammer wechselt 2013 an das Saxophon, Roberto "G.Mareike" Schmid übernimmt die Gitarre, Paul Ergang den Bass, Stefan Krebs die Tuba, Michael Schäuble spielt ab jetzt die Melodika und Andi Grundler ist als "Da Deifel" weiterer Bestandteil der Live Shows von Volksmetal.
Weitere Auftritte folgen unter anderem im Vorprogramm von J.B.O. und auf dem Rockharz Open Air in Ballenstedt.
Die Festivalsaison beendet die Band beim Summer Breeze Open Air Festival.

## Diskografie
- 2012: Volksmetal (Premium Records, im Vertrieb von Soulfood)